# Cantó de Lamballe
El cantó de Lamballe (bretó Kanton Lambal) és una divisió administrativa francesa situat al departament de Costes del Nord a la regió de Bretanya.

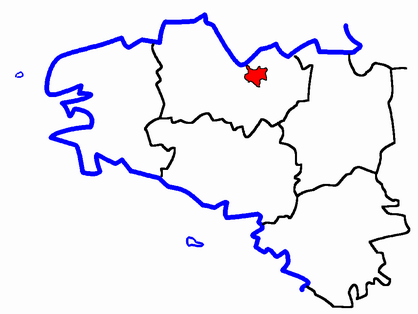
Situació del cantó

## Composició
El cantó aplega 11 comunes :
| Nom bretó     | Nom francès | Nom gal·ló |
| Andel         | Andel       | Andèu      |
| Koedmaeg      | Coëtmieux   | Coétmioec  |
| Lambal        | Lamballe    | Lanball    |
| Landehen      | Landéhen    | --         |
| Lanvelor      | La Malhoure | ---        |
| Melin         | Meslin      | ---        |
| Morieg        | Morieux     | Morioec    |
| Noual-Pentevr | Noyal       | Nóyau      |
| Peuñvrid      | Pommeret    | Pomerèt    |
| Kistenid      | Quintenic   | Qeintenit  |
| Sant Rieg     | Saint-Rieul | ---        |

## Història
| Data d'elecció                           | Identitat              | Partit | Qualitat |
| ---------------------------------------- | ---------------------- | ------ | -------- |
| 2001-2008                                | Sébastien Couepel      | UDF    |          |
| 2008-                                    | Marie-Christine Cleret | PS     |          |
| les dades anteriors no són pas conegudes |                        |        |          |
|                                          |                        |        |          |